# Abdul Karim Gahutu
Abdul Karim Gahutu ist ein islamischer Rechtsgelehrter. Er war von 2011 bis Juli 2013 Mufti von Ruanda. Im August 2011 wurde Gahutu nach Ende der Amtszeit von Saleh Habimana von 67 Vertretern der muslimischen Gemeinschaft in Ruanda für fünf Jahre zum neuen Mufti gewählt. In seiner ersten Ansprache kündigte er an, dass sich seine Führung stärker darauf konzentrieren werde, der islamischen Gemeinschaft gleichberechtigt und wirksam zu dienen. Zudem wolle er Bildung und den Bau weiterer islamischer Schulen fördern. Im Juli 2013 wurde Gahutu wegen Betrugsvorwürfen zum Rücktritt gezwungen. Sein Nachfolger wurde Ibrahim Kayitare, der Gahutus bis 2016 laufende Amtszeit beendete.